# والتر وايت (سياسي)
والتر وايت (بالإنجليزية: Walter White)‏ هو سياسي أمريكي، ولد في 6 يوليو 1919 في ليما في الولايات المتحدة، وتوفي في 10 نوفمبر 2007. حزبياً، نشط في الحزب الجمهوري. وقد انتخب عضو مجلس نواب أوهايو.